# Siewert & Kau

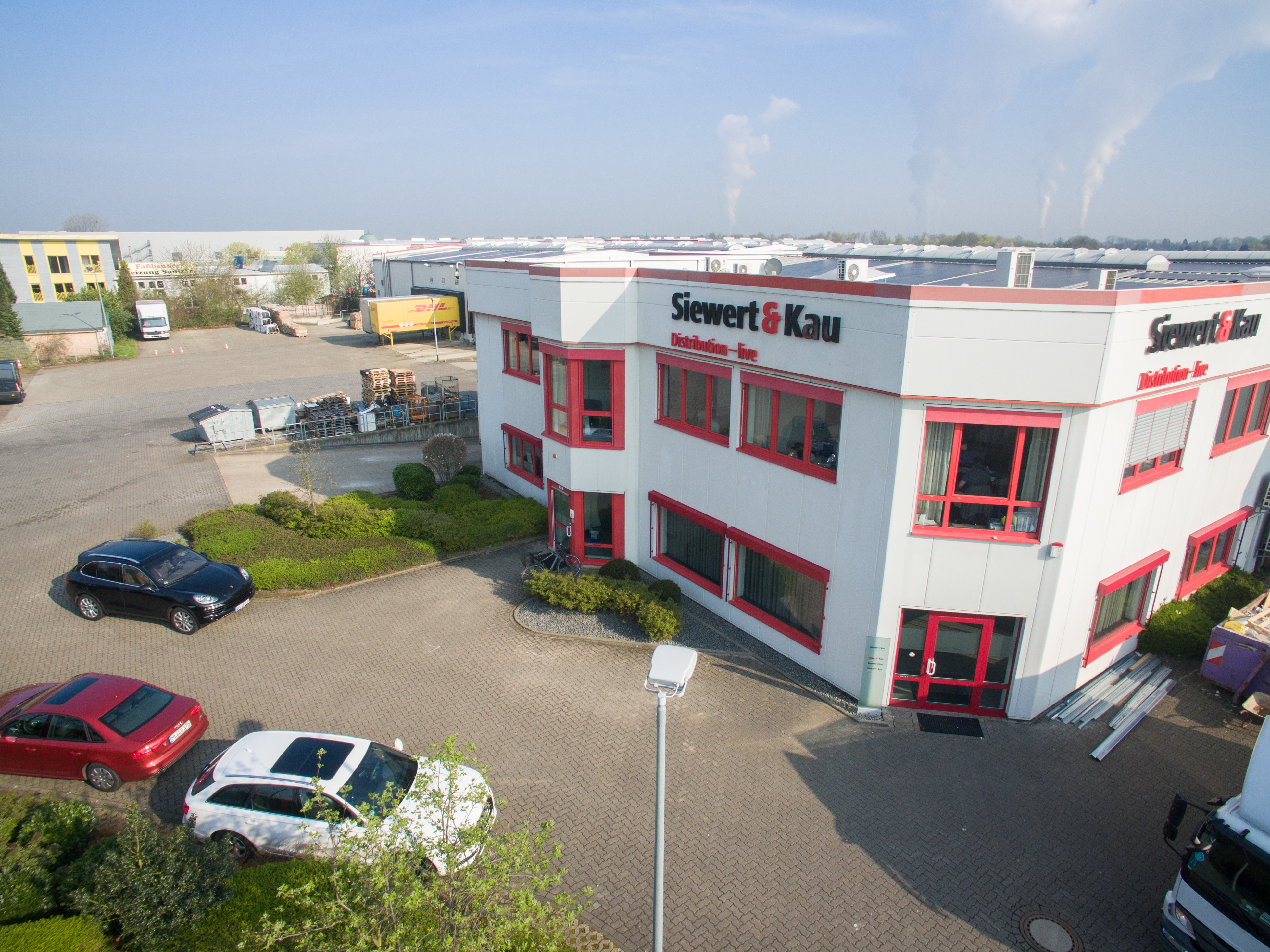
Der Eingangsbereich des Hauptsitzes in Bergheim.

Siewert & Kau ist ein deutsches Großhandelsunternehmen für IT-Produkte mit Sitz in Bergheim bei Köln.

## Geschichte
Das Unternehmen wurde 1994 von Björn Siewert sowie den Brüdern Holger und Oliver Kau gegründet. Im Laufe der Jahre sind mehrere Vertriebsbüros hinzugekommen: In Berlin, Braunschweig, Lippstadt, München, Paderborn, Butzbach, Halle, Hengelo (Niederlande) und Premià de Mar (Barcelona/Spanien) finden sich Niederlassungen. Das Angebot der Firma richtet sich an den Fachhandel und an Systemhäuser. Zudem existiert ein Service, um Reseller zu unterstützen. Seit 2015 erhalten Fachhändler in acht dedizierten Competence-Centern Beratung und Schulungen zu  IT-Lösungen sowie zu neuen Technologieansätzen.
2016 erwirtschaftete das Unternehmen mit 400 Mitarbeitern einen Umsatz von 675 Millionen Euro. 2020 folgten die Eröffnungen der Niederlassungen in Mailand (Italien) und Hamburg, sowie der Umzug der Lippstädter Niederlassung in moderne Büroräume in Soest. 2022 hat das Unternehmen mit der Erweiterung der Logistikfläche um 23.000 m² auf insgesamt 43.000 m² begonnen. Hinzu kommen noch 2.500 m² Bürofläche. Mit den neuen Flächen will das Unternehmen wachsen und neue Mitarbeiter in Bergheim einstellen.
Am 5. Mai 2025 stellte das Unternehmen beim Amtsgericht Köln (Aktenzeichen 70k IN 179/25) einen Insolvenzantrag. Zum Insolvenzverfahren des IT-Großhändlers, das inzwischen eröffnet wurde, erklärte die vorläufig bestellte Insolvenzverwalterin Marion Rodine von der auf Insolvenz- und Sanierungsrecht spezialisierten Rechtsanwaltskanzlei Runkel Rechtsanwälte am 20. Mai 2025, dass die Geschäftstätigkeit zum Ende der Woche wieder aufgenommen werden sollte.
Als ursächlich für die Krise bei Siewert & Kau wird die Investitionskrise in Deutschland bei Wirtschaft und öffentlicher Hand sowie die Volatilität des US-Dollars seit Amtsantritt von Donald Trump benannt, da Siewert & Kau seine Einkäufe in US-Dollar begleichen muss.
Das Cloud-Solution-Provider-Geschäft des Unternehmens ging im Zuge der Insolvenz an die konkurrierende Wortmann AG.

## Handelspartner
Zu den Handelspartnern von Siewert & Kau gehören Dell Technologies, Ubiquiti Networks, Fujitsu, Acer und LG Electronics sowie die Discounterketten Media Markt und Saturn. Siewert & Kau nimmt dabei eine Zwischenstation zwischen Herstellern von Hardware, Software, Komponenten und PC-Zubehör auf der einen Seite und Systemhäusern und Fachhänderln auf der anderen Seite ein.

## Standorte
Das Unternehmen mit Hauptsitz in Bergheim hatte bis Juli 2025 insgesamt sieben Standorte in Deutschland, den Niederlanden und Spanien: Braunschweig, Soest, Paderborn, Butzbach, Hamburg, Halle (Saale), Hengelo (Niederlande) und Premià de Mar (Barcelona/Spanien). Diese wurden alle im Rahmen der Insolvenz geschlossen.